# شیله‌ونگه، جلیل‌آباد
شیله‌وَنگه (به لاتین: Şiləvəngə) نام دو روستا در بخش‌های یاردیملی و جلیل‌آباد جمهوری آذربایجان است.
این روستاها بخشی از منطقه قدیمی تالش گشتاسبی به‌شمار می‌آیند.
نام شیله‌ونگه از دو جزء تالشی شیله (چاله) و وَنگه (زمین) تشکیل شده و به معنی چاله‌زمین است.
واژه شیله در نام روستاهایی در شمال ایران مانند شیله و شیله سر نیز کاربرد دارد.
شیله‌ونگه جلیل‌آباد در قدیم به عنوان تابستانگاه مردم جلیل‌آباد استفاده می‌شد.
اهالی ۶ روستای شهرستان گرمی ایران به نام‌های سلاله، ایلخانلار، قره‌بلاغ، داش‌دیبی، گیگال و تازه‌کند از شیله‌ونگه به این روستاها کوچ کرده‌اند و این اهالی هنوز با نام شیله‌ونگه‌ای شناخته می‌شوند.